# Symfoni nr 9 (Beethoven)
Symfoni nr 9 i d-moll, opus 125, blev Ludwig van Beethovens sista fullbordade symfoni. Symfonin, som komponerades under total dövhet, fullbordades 1824 och anses vara viktig för inledningen av romantiken. Mest känd är den fjärde satsen, som är en tonsättning av Friedrich Schillers dikt "Till glädjen", som sedan 1972 används som Europahymnen.
Till glädjen har bland annat använts som gemensam nationalsång för Västtyskland och Östtyskland de år som de deltog tillsammans i de olympiska spelen med ett så kallat alltyskt lag och var även Rhodesias nationalsång. Den används även som melodi till "Visan om solen, månen och planeterna", numera främst känd som "Januari börjar året". Michael Kamen använde symfonin när han skrev musiken till Die Hard-serien. Precis efter att Storbritannien lämnade EU blev Symfoni nr 9 den mest spelade sången i Storbritannien.
Satserna är:
1. Allegro ma non troppo, un poco maestoso (d-moll)
2. Molto vivace (d-moll)
3. Adagio molto e cantabile (Bb-dur)
4. Presto - Allegro assai - Choral Finale (d-moll-D-dur)

Originalmanuskriptet till symfonin såldes 2003 för 3,3 miljoner dollar på Sotheby's.